# Acabaria corymbosa
Acabaria corymbosa är en korallart som beskrevs av Kükenthal 1908. Acabaria corymbosa ingår i släktet Acabaria och familjen Melithaeidae. Inga underarter finns listade i Catalogue of Life.